# Mad (bordspel)
Mad is een bordspel op de markt gebracht door Parker Brothers.
Mad is het best te beschrijven als omgekeerd Monopoly. Het is de bedoeling om als eerste al je geld kwijt te raken. Het spel zit vol gekke (soms onmogelijke) opdrachten en leent zich uitermate goed voor het zelf toevoegen van (zelf bedachte) regels. Sommige regels veroorzaken dat spelers van plek moeten wisselen en/of van geld moeten wisselen. De geluksfactor is onder andere hierdoor erg groot.
In het spel komen vooral personages voor uit het stripblad Mad, waaronder Alfred E. Neuman.
In de jaren 90 werd een Mad-kaartspel uitgebracht. Dit spel heeft niets met het bordspel te maken en kan eerder gezien worden als een variant op het pesten.